# Réunion du Conseil suprême interallié de Tours
La réunion du Conseil suprême interallié de Tours fut la dernière réunion de ce conseil réunissant dirigeants et chefs militaires français et britanniques de la Seconde Guerre mondiale. Elle se tint le 13 juin 1940 à la préfecture de Tours, en Indre-et-Loire où s'était replié le gouvernement français face à l'avancée allemande. Elle est la prolongation de la conférence de Briare qui s'était tenue les deux jours précédents.

## Le conseil suprême interallié
Le Conseil suprême interallié (en anglais Anglo French Supreme War Council) fut créé au début de la Seconde Guerre mondiale pour superviser la stratégie militaire conjointe entre la France et le Royaume-Uni. La plupart de ces délibérations eurent lieu pendant la drôle de guerre. Les trois dernières réunions se tinrent en France : Paris, le 31 mai 1940 ; Breteau, les 11 et 12 juin 1940 et Tours le 13 juin 1940, lors de l'offensive éclair allemande de mai et juin 1940.

## La réunion

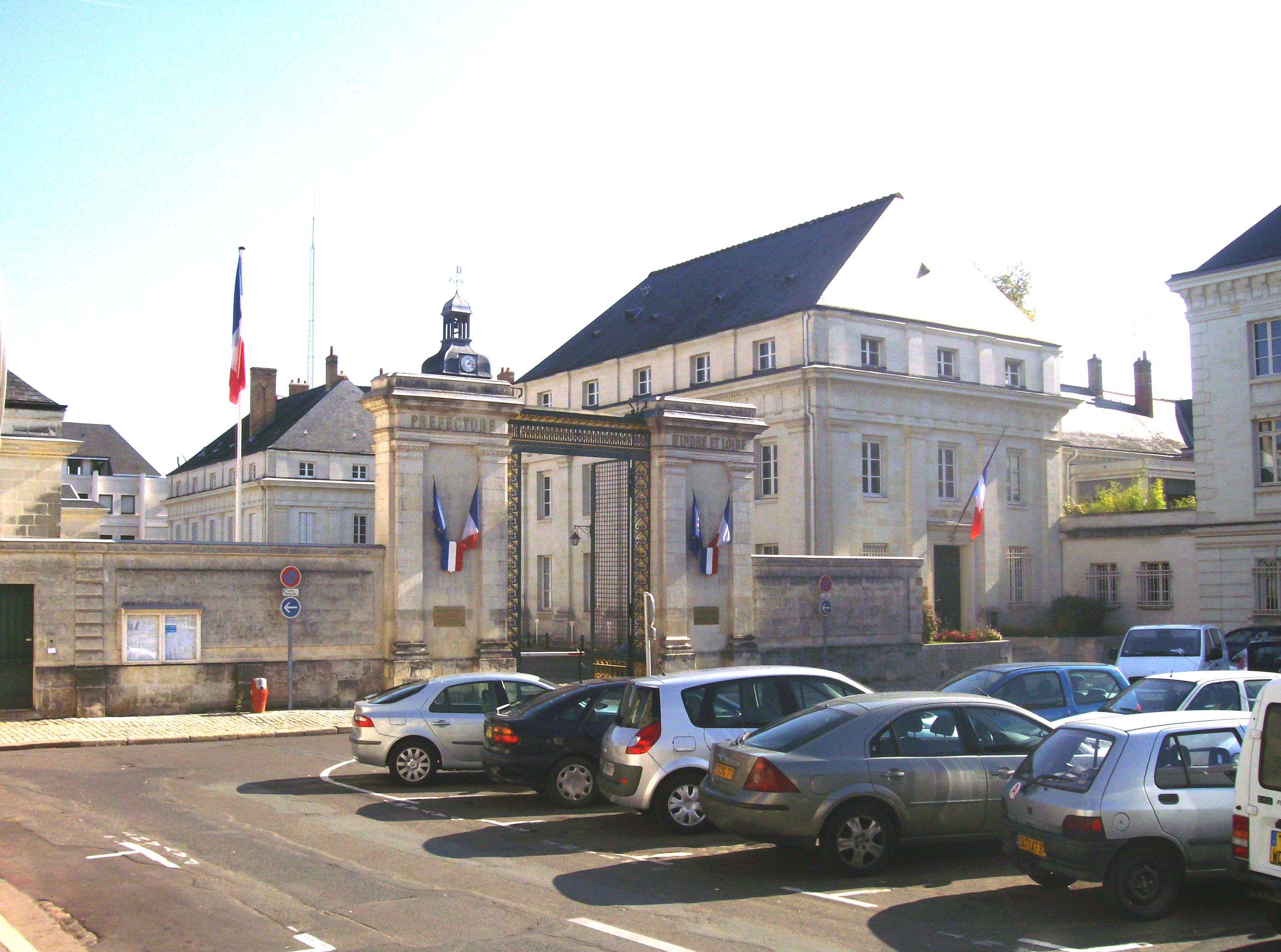
La préfecture de Tours où se déroula la réunion

Cette réunion sera la dernière. Elle se tient juste après une autre réunion du Conseil suprême interallié, provoquée par la demande de Churchill et qui s'était tenue au château du Muguet, non loin de Briare dans le Loiret les 2 jours précédents.
Sont présents à la préfecture de Tours :
- dans la délégation britannique, le Premier ministre, Winston Churchill, le secrétaire aux Affaires étrangères Lord Halifax, le secrétaire à la Construction d'aéronefs Lord Beaverbrook, le sous-secrétaire d'État aux Affaires étrangères Sir Alexander Cadogan et les généraux Ismay et Edward Spears;
- dans la délégation française, le président du conseil Paul Reynaud, accompagné par Paul Baudoin, sous-secrétaire d’État à la Présidence du conseil et secrétaire du Comité de guerre, son directeur de cabinet Dominique Leca, son conseiller diplomatique Roland de Margerie et Charles de Gaulle, sous-secrétaire d'État à la Guerre et à la Défense nationale[1].

Le maréchal Pétain, vice-président du Conseil, Weygand, généralissime des armées françaises et l'amiral Darlan, chef d'état-major de la marine, qui avaient assisté à la conférence de Briare, ne sont pas présents.
Spears trouvera l'atmosphère sensiblement différente de celle de la conférence de la veille, où Churchill avait exprimé de la bonne volonté, de l'empathie et de la tristesse. À présent, cela ressemblait à une réunion d'affaires où les Britanniques appréciaient de manière assez vive la situation de leur seul point de vue.
Reynaud déclara que sans une aide immédiate des États-Unis, le gouvernement français devrait abandonner le combat. Il reconnaissait que la France et le Royaume-Uni s'étaient mis d'accord pour ne jamais conclure une paix séparée. Il jugea cependant la France physiquement incapable de continuer.
La nouvelle fut reçue avec stupeur et consternation par les Britanniques. Churchill s'exprima avec détermination : « Nous devons nous battre, nous nous battrons, et c'est pourquoi nous devons demander à nos amis de se battre. » Reynaud reconnut que la Grande-Bretagne continuerait la guerre, affirmant que la France continuerait aussi le combat depuis l'Afrique du Nord, si nécessaire - mais seulement s'il y avait une chance de succès. Ce succès ne pouvait venir que si les États-Unis étaient prêts à rejoindre le combat. Le dirigeant français appelant à la compréhension des Britanniques, demandant de nouveau que la France soit libérée de son obligation de ne pas conclure une paix séparée maintenant qu'elle ne pouvait plus faire autrement.
La journée se finit dans la confusion. Churchill s'envola pour Londres sans avoir parlé devant le gouvernement français comme cela avait été promis par Reynaud. Les ministres étaient consternés et en colère ; Spears était déprimé, se rendant compte qu'« une occasion qui pourrait ne pas se reproduire a été manquée ». Il estima que cette réunion manquée avait joué un rôle dans la bascule de la majorité du gouvernement français vers la capitulation. Il resta convaincu que « dans la nuit du 13 juin, la possibilité que la France reste dans la guerre a pratiquement disparu ». Le seul espoir restait dans une hypothétique décision du président américain Franklin Delano Roosevelt pour que les États-Unis entrent en guerre.